# Bistum Mopti
Das Bistum Mopti (lateinisch Dioecesis Moptiensis, französisch Diocèse de Mopti) ist eine in Mali gelegene römisch-katholische Diözese mit Sitz in Mopti.

## Geschichte
Das Bistum Mopti wurde am 9. Juni 1942 durch Papst Pius XII. aus Gebietsabtretungen der Apostolischen Vikariate Bamako, Bobo-Dioulasso und Ouagadougou als Apostolische Präfektur Gao errichtet. Am 12. Juni 1947 gab die Apostolische Präfektur Gao Teile ihres Territoriums zur Gründung der Apostolischen Präfektur Nouna ab. Die Apostolische Präfektur Gao wurde am 29. September 1964 durch Papst Paul VI. mit der Apostolischen Konstitution More institutoque zum Bistum erhoben und in Bistum Mopti umbenannt. Es wurde dem Erzbistum Bamako als Suffraganbistum unterstellt.

## Ordinarien

### Apostolische Präfekten von Gao
- Jean-Marie Lesourd MAfr, 1942–1947, dann Apostolischer Präfekt von Nouna
- Pierre Louis Leclerc MAfr, 1947–1949, dann Apostolischer Vikar von Bamako
- Renato Landru MAfr, 1950–1964

### Bischöfe von Mopti
- Georges Biard MAfr, 1964–1988
- Jean Zerbo, 1994–1998, dann Erzbischof von Bamako
- Georges Fonghoro, 1999–2016
- Jean-Baptiste Tiama, seit 2020